# Golden Pudel Club

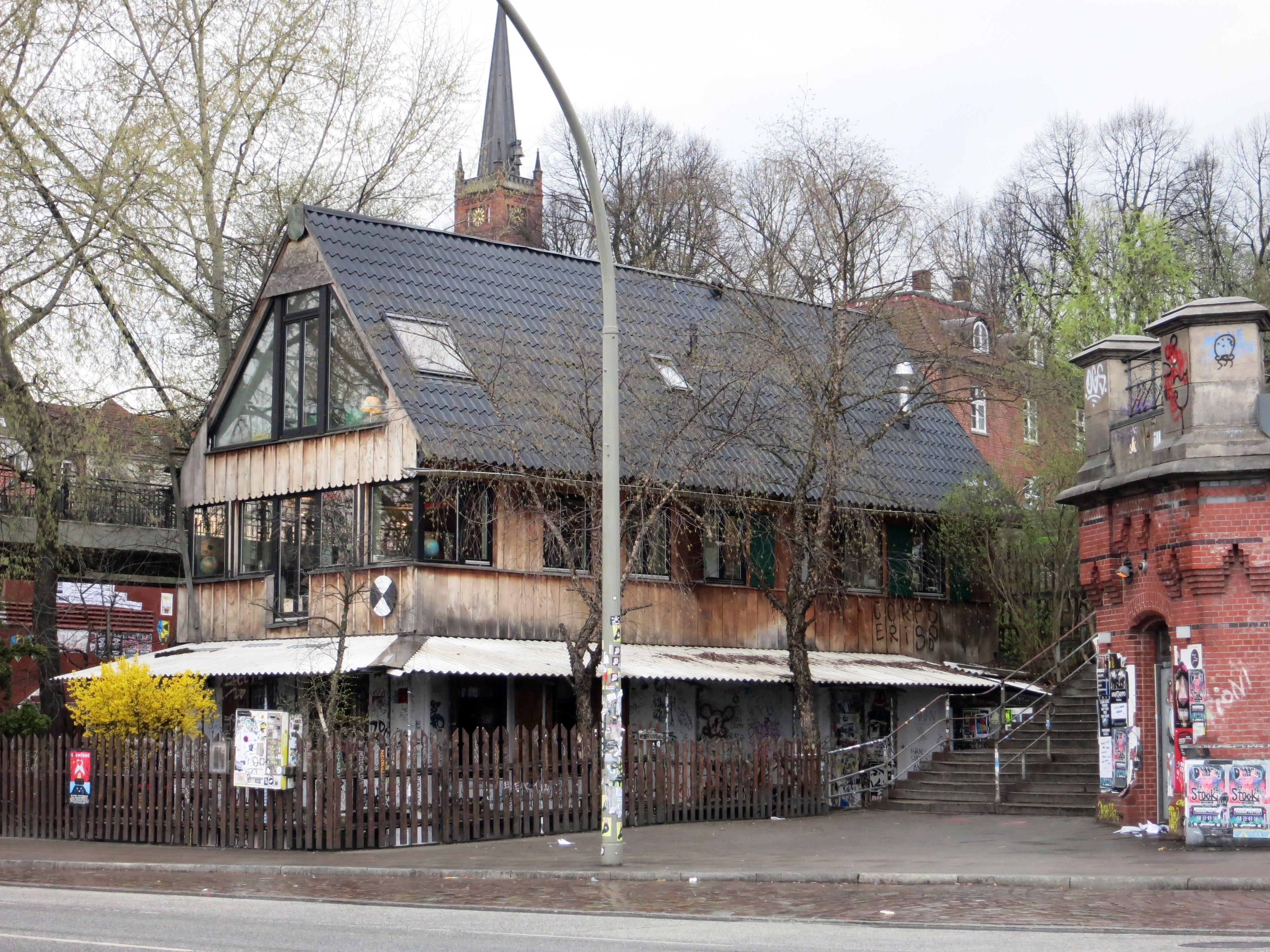
Golden Pudel Club, 2014

Der Golden Pudel Club ist ein Szeneclub in Hamburg, der unter anderem von Tobias Albrecht (Rocko Schamoni) und Thomas Sehl (Schorsch Kamerun) betrieben wurde.

## Geschichte
Der kleine und schlicht gehaltene Club im Stadtteil Altona-Altstadt, nahe dem Fischmarkt, nutzt seit 1995 die Räume des historischen Café Elbterrassen in einem 1872 erbauten ehemaligen Schmugglergefängnis unterhalb des Antoniparks. Anwohner der Gegend um den Pinnasberg in Altona-Altstadt und aus dem angrenzenden St. Pauli forderten anstelle der beabsichtigten Wohn- und Bürobebauung 1994 erstmals einen öffentlichen Park für ihr dicht bebautes Viertel. Außerdem wollten sie den von Rocko Schamoni ins Leben gerufenen Pudel Club erhalten, der vom Abriss bedroht war. Die Nachbarschaftsinitiative, der auch soziale Einrichtungen, die einzige Schule des Quartiers und einzelne Künstler angehörten, fertigte erste Skizzen für den Park an und warb in den Medien für ihr Projekt. Aus dieser vielschichtigen Zusammenarbeit ging das Projekt Park Fiction hervor. Der Golden Pudel Club ist der neu eröffnete Club des 1988 gegründeten Pudel Clubs.
Von Beginn an traten dort zahlreiche, auch internationale Untergrundgrößen auf. Lange galt er als Treffpunkt der Hamburger Schule.
Seit 1990 erschienen mehrere Alben und Compilations mit Titeln von Künstlern, die im Golden Pudel Club aufgetreten waren.
2001 erschien nach einer Vinyl-Single-Serie eine Zusammenstellung namens Operation Pudel 2001. Mit dabei sind unter anderen Adolf Noise, Justus Köhncke, Mense Reents, Turner und Stereo Total.
Seit 2005 erscheint die Reihe Pudel Produkte. Zunächst als Vinyl-Serie gestartet, sind sie Singles auf einer Kompilation (Musik) namens Operation Pudel 2006 ZD 50. Auf dieser Sammlung sind unter anderem Heinz Strunk, Viktor Marek, Robag Wruhme, Helge Schneider und Jacques Palminger vertreten.
2013 porträtierte Charlotte Knothe den Club in ihrem Doku-Hörspiel Die Welt ist eine Pudel für den WDR.

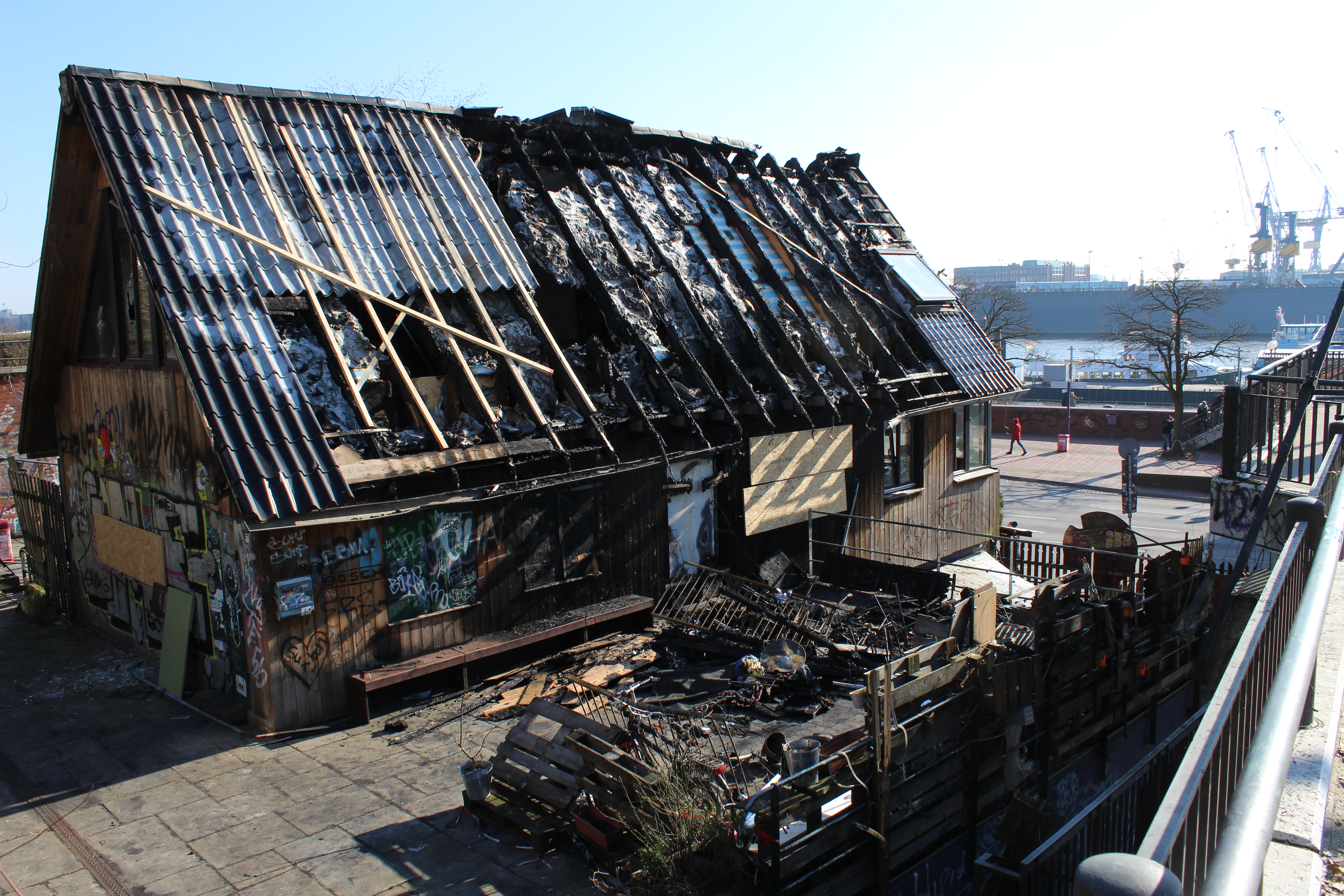
Der Club nach dem Brand, Februar 2016

In der Nacht zum 14. Februar 2016 wurde das Gebäude durch einen Brand in großen Teilen zerstört, verletzt wurde niemand. Die Polizei ermittelte wegen schwerer Brandstiftung. Für den 20. April 2016 war eine Versteigerung des Gebäudes mit einem Verkehrswert von 510.000 Euro angesetzt worden. Am 18. Juli 2016 wurde bekannt, dass die gemeinnützige Mara & Holger Cassens Stiftung den Anteil des Miteigentümers Wolf Richter erworben habe, die Versteigerung damit abgewendet wurde und das Grundstück für eine gemeinnützige Nutzung übergeben wird. Im September 2016 begannen die Wiederaufbauarbeiten. Die Kosten des Wiederaufbaus wurden auf 850.000 Euro veranschlagt, wovon die Stadt Hamburg 200.000 Euro übernahm und der Bezirk Altona 100.000 Euro. Im August 2017 war das Erdgeschoss wiederhergestellt, und der Club konnte wieder öffnen. Der Wiederaufbau des Obergeschosses begann im September 2018. Im Dezember 2018 übertrug Rocko Schamoni seinen Anteil an die von der Patriotischen Gesellschaft von 1765 verwaltete Golden Pudel Stiftung. Im Juli 2019 wurde das Obergeschoss wiedereröffnet.
Viele Jahre lang wurde der Golden Pudel Club von der Punk-Rock-Band Die Toten Hosen finanziell unterstützt.